# Toufar (opera)
Toufar je opera Aleše Březiny na vlastní libreto. Tématem je osud faráře Josefa Toufara, zavražděného komunistickou mocí v roce 1950.

## Inscenační historie
Opera byla uvedena ve světové premiéře v Národním divadle v Praze na scéně Divadla Kolowrat dne 18. září 2013. Od roku 2014 se hraje na Nové scéně ND. V roce 2014 bylo představení uvedeno na festivalu Smetanova Litomyšl.

## Osoby a obsazení
| Soňa Červená                                   | alt          |
| Jan Mikušek                                    | kontratenor  |
| Petr Louženský, Vladimír Javorský              | mluvené role |
| Petr Valášek, Jiří Šindelář                    | basklarinet  |
| Lucie Sedláková Hůlová                         | housle       |
| Jan Dušek, Stanislav Gallin, Vladimír Strnad   | klávesy      |
| Tomáš Koubek, Anton Ždanovič, Anton Zhdanovich | bicí         |